# 668 Дора
668 Дора (енгл. 668 Dora) је астероид главног астероидног појаса са пречником од приближно 26,84 .
Афел астероида је на удаљености од 3,445 астрономских јединица (АЈ) од Сунца, а перихел на 2,149 АЈ.
Ексцентрицитет орбите износи 0,231, инклинација (нагиб) орбите у односу на раван еклиптике 6,843 степени, а орбитални период износи 1709,336 дана (4,679 године).
Апсолутна магнитуда астероида је 11,80 а геометријски албедо 0,046.
Астероид је откривен 27. јула 1908. године.